# District de Mananara Avaratra
Mananara Avaratra ou Mananara Nord est un district de la région d'Ambatosoa, dans le nord-est de Madagascar. Son chef-lieu est Mananara Nord.

## Administration
Le district est constitué de seize communes que sont : Mananara Nord, Analanampotsy, Ambatoharanana, Ambodiampana, Ambodivoanio, Andasibe, Antanambaobe, Antanambe, Antanananivo, Imorona, Mahanoro, Manambolosy, Sandrakatsy, Saromaona, Tanibe et Vanono.